# Лончна (Клодзький повіт)
Лончна (пол. Łączna, нім. Wiesau) — село в Польщі, у гміні Клодзко Клодзького повіту Нижньосілезького воєводства.
Населення — 312 осіб (2011).
У 1975-1998 роках село належало до Валбжиського воєводства.

## Демографія
Демографічна структура станом на 31 березня 2011 року:
|          | Загалом | Допрацездатний вік | Працездатний вік | Постпрацездатний вік |
| -------- | ------- | ------------------ | ---------------- | -------------------- |
| Чоловіки | 169     | 42                 | 117              | 10                   |
| Жінки    | 143     | 22                 | 90               | 31                   |
| Разом    | 312     | 64                 | 207              | 41                   |